# Градска лига Смедерево
Градске лиге Смедерево су шести ниво лигашких фудбалских такмичења у Србији. У лиги се такмиче клубови са простора Града Смедерева и којом управља Градски фудбалски савез Смедерева (ГФС Смедерево). Лига је формирана 2009. године и броји 15 клубова у 2 групе (7 клуба у једној групи и 8 у другој). Виши степен такмичења је Подунавска окружна лига.

## Групе
- Градска лига Смедерево група Морава – 8 клубова
- Градска лига Смедерево група Шумадија – 7 клубова
  - Виши степен такмичења : Подунавска окружна лига
  - Нижи степен такмичења : нема